# Eider Saez
Eider Saez Izquierdo, (Lazcano, Guipúzcoa, 13 de mayo de 1998) es una cantante y compositora. Su estilo de música es sobre todo el pop y el pop-rock . Fue cantante en la banda Nøgen del 2018 al 2022. En 2022 inició su andadura en solitario. Canta principalmente en euskera y tiene algunas canciones en castellano en su primer EP. 

## Biografía
Eider Saez nació en Lazcano, en la provincia de Guipúzcoa. Estudió en la Universidad de Deusto e inició su andadura como cantante profesional en el grupo de música Nøgen. A finales de 2021, Eider abandonó el grupo de música y comenzó su carrera en solitario con el single debut Elkarrekin Gaudenean y anunciando su primer proyecto en solitario: un EP de seis temas llamado Loratzen. Según ha contado en entrevistas, este primer EP fue experimental, como un reto personal y de exploración de distintos sonidos. 
A finales de 2023 publicó el sencillo Ez Espero Ezer Nigandik que representó un nuevo rumbo en su sonido y en su carrera en solitario. Este sencillo fue una declaración de intenciones y también un pequeño adelanto de lo que estaba por venir con el nuevo disco, su primer disco largo.
Tras su primera gira en solitario, en noviembre de 2024 publicó su primer disco largo (LP) titulado NOLA ALDATU GARA?. En el single principal del disco, Negua, Eider colabora con Maren, la conocida cantante vasca. A finales de año, Eider se embarcó en la gira del nuevo disco dando el primer concierto en Derio como telonera de ETS.

## Discografía

### Con el grupo Nøgen
- Under Alt (2020)

### En solitario, como Eider Saez
- Sencillo "Elkarrekin Gaudenean" (2022)
- EP Loratzen (2023) [2]
- Sencillo "Ez Espero Ezer Nigandik" (2023)
- Sencillo "Negua" ft. Maren (2024)
- LP NOLA ALDATU GARA? (2024)